# Karl von Trebra
Karl Albrecht von Trebra (* 15. September 1834 in Lübben; † 5. Februar 1905 in Pretschen) war ein preußischer Generalmajor sowie Herr auf Pretschen und Amalienhof.

## Leben

### Herkunft
Karl war ein Sohn des preußischen Majors und Rittergutsbesitzers Karl Gustav von Trebra (1802–1849) und dessen Ehefrau Luise, geborene von Voß (1809–1877) aus dem Hause Nieder-Gorpe.

### Militärkarriere
Nach dem Besuch der Kadettenhäuser in Potsdam, Kulm und Berlin wurde Trebra am 9. Mai 1852 als charakterisierter Portepeefähnrich dem 3. Jäger-Bataillon der Preußischen Armee überwiesen. Bis Mitte November 1854 avancierte er zum Sekondeleutnant und wurde unter Beförderung zum Premierleutnant Mitte September 1862 in das Ostpreußische Jäger-Bataillon Nr. 1 nach Braunsberg versetzt. Ab Oktober 1863 folgte seine Kommandierung auf ein Jahr zur Dienstleistung beim Garde-Füsilier-Regiment. Bei der Mobilmachung anlässlich des Krieges gegen Österreich wurde Trebra Anfang Mai 1866 zunächst Führer der Ersatz-Kompanie seines Bataillons. Als Hauptmann und Kompaniechef kam er am 24. Juni 1866 zum mobilen Bataillon und nahm an den Kämpfen bei Königgrätz sowie Tobitschau teil. 1869 erhielt Trebra die Rettungs-Medaille am Bande.
Im Krieg gegen Frankreich führte Trebra seine Kompanie 1870/71 bei Colombey, Noisseville, Amiens, Villiers, l’Orme und Bolbec sowie vor Metz und Mézières. Für sein Wirken erhielt er das Eiserne Kreuz II. Klasse.
Nach dem Krieg wurde er am 11. Februar 1875 als Major und etatmäßiger Stabsoffizier in das 4. Pommersche Infanterie-Regiment Nr. 21 nach Bromberg versetzt. Am 22. Oktober 1877 übernahm Trebra das Kommando über das I. Bataillon und stieg Mitte September 1881 zum Oberstleutnant auf. Daran schloss sich vom 25. Juli 1882 bis zum 25. Januar 1884 eine Verwendung als Kommandeur des II. Bataillons an. Anschließend rückte er in den Stab auf und wurde am 15. Mai 1886 mit der Beförderung zum Oberst als Kommandeur des 1. Niederschlesischen Infanterie-Regiments Nr. 46 nach Posen versetzt. Unter Stellung à la suite seines Regiments erfolgte am 13. November 1888 seine Ernennung zum Kommandant von Neu-Breisach. In dieser Eigenschaft erhielt Trebra am 13. August 1889 den Charakter als Generalmajor und wurde am 18. November 1900 unter Verleihung des Kronen-Orden II. Klasse mit der gesetzlichen Pension zur Disposition gestellt.
Er verbrachte seinen Lebensabend auf seinem Rittergut Pretschen, 439 ha, zuzüglich dem Rittergut Amalienhof im benachbarten Landkreis Beeskow-Storkow mit 822 ha. Auf Schloss Pretschen starb er am 5. Februar 1905.

### Familie
Trebra heiratete am 3. Oktober 1865 in Lübben Anna Paschke (* 1845). Das Paar hatte mehrere Kinder:
- Martha (* 1866) ⚭ 1898 Karl Paschke, Landwirt, auf Pretschen[3]
- Luise (* 1870)
- Katharina (1875–1878)